# Jakost leće
Jakost leće ili optička moć (oznaka j) je fizikalna veličina koja opisuje prelamanje zraka svjetlosti u optičkoj leći. Za tanke je leće jednaka recipročnoj vrijednosti žarišne daljine f: 
{\displaystyle j={\frac {1}{f}}}
Mjerna jedinica jakosti leće je recipročni metar ili dioptrija (1/m ili m–1). Prema dogovoru dioptrija je pozitivna za sabirne (konvergentne, ispupčene, konveksne) leće, a negativna za rastresne (divergentne, udubljene, konkavne) leće.
Optička leća to jače lomi zrake što ima manju žarišnu daljinu. Leća ima jakost od 1 recipročnog metra (dioptrije) ako joj je žarišna daljina 1 metar, odnosno broj dioptrija kazuje koliko se puta žarušna daljina nalazi u 1 metar. Na primjer ako je žarišna daljina sabirne leće 25 cm = 0,25 m, onda je njena jakost 1/0,25 = + 4 dioptrije. Rastresna leća jakosti - 2 dioptrije ima žarišnu daljinu 1/- 2 = - 0,5 m = - 50 cm, to jest žarište se nalazi 50 cm ispred leće.

### Žarišna daljina
Žarišna daljina, fokalna daljina, žarišna duljina ili žarišna udaljenost (oznaka f) je udaljenost između središta leće i žarišta, ovisi o obliku leće i o tvari od koje je leća napravljena:
{\displaystyle f={\frac {1}{{\frac {n_{2}-n_{1}}{n_{1}}}\cdot ({\frac {1}{r_{1}}}+{\frac {1}{r_{2}}})}}}
gdje su r1 i r2 polumjeri zakrivljenosti leće (negativni ako je površina leće konkavna, beskonačni ako je površina leće ravna), n1 indeks loma optičkoga sredstva u kojem se leća nalazi, n2 indeks loma optičkoga sredstva od kojeg je leća načinjena. Žarišna udaljenost sabirnih (konvergentnih) leća je pozitivna, a žarišna udaljenost rastresnih (divergentnih) leća je negativna.